# Laraesima scutellaris
Laraesima scutellaris là một loài bọ cánh cứng trong họ Cerambycidae.